# دوست‌داشتنی و شگفت‌انگیز
دوست داشتنی و شگفت‌انگیز (به انگلیسی: Lovely and Amazing) یک فیلم کمدی-درام آمریکایی محصول سال ۲۰۰۱ است که به نویسندگی و کارگردانی نیکول هولوفسنر ساخته شده است.

## بازیگران
- برندا بلتین به عنوان جین مارکس
- کاترین کینر به عنوان میشل مارکس
- امیلی مورتیمر به عنوان الیزابت مارکس
- راون گودوین به عنوان آنی مارکس
- جیک جیلنهال به عنوان جردن
- مایکل نوری به عنوان دکتر کرین
- آنجانو الیس به عنوان لورین
- درموت مالرونی به عنوان کوین مک کیب
- جیمز لوگرو به عنوان پاول
- کلارک گرگ به عنوان بیل
- اسپنسر گرت به عنوان ویلی
- دریا وبر به عنوان دونا

## بازخورد
فیلم دوست داشتنی و شگفت‌انگیز از وبسایت راتن تومیتوز نمره ۸۶٪ را بر اساس ۱۲۴ بررسی از منتقدین را دریافت کرد در متاکریتیک این فیلم بر اساس ۳۱ بررسی، نمره ۷۵ را دریافت کرد.
راجر ابرت از شیکاگو سان-تایمز اظهار داشت، «این فیلم، فیلمی است که زنان خود را می‌شناسد، به آنها گوش می‌دهد، به آنها پاداش نمی‌دهد و به آنها اجازه می‌دهد واقعی باشند: این یک سرزنش سطحی به فیلم اسرار غیبی انجمن خواهرانه یایا است.»
در مجله رولینگ استون، پیتر تراورز اظهار داشت: "در این نگاه دردناک خنده دار با به تصویرکشیدن ناامنی‌هایی که یک مادر می‌تواند به نام عشق به دخترانش منتقل کند، نویسنده-کارگردان این فیلم، نیکول هولوفسنر یک تلنگر کوچک می‌زند… فیلم هولوفسنر احساس ناامیدی می‌کند. این برای زندگی درست است، نه در نسخه هالیوودی. "

## جوایز و نامزدها
- جایزه ایندیپندنت اسپیریت برای بهترین بازیگر نقش مکمل زن (امیلی مورتیمر، برنده)
- جایزه ایندیپندنت اسپیریت بهترین فیلم (نامزد)
- جایزه ایندیپندنت اسپیریت بهترین کارگردان (نامزد)
- جایزه ایندیپندنت اسپیریت بهترین فیلمنامه (نامزد)
- جایزه ایندیپندنت اسپیریت بهترین بازیگر زن (کاترین کینر، نامزد)
- جایزه ایندیپندنت اسپیریت برای بهترین عملکرد برتر (راون گودوین، نامزد)
- جایزه ستلایت بهترین فیلمنامه اصلی (نامزد)
- جایزه ستلایت بهترین بازیگر زن - بهترین تصویر موزیکال یا کمدی (کاترین کینر، نامزد)
- جایزه ستلایت بهترین بازیگر نقش مکمل زن - تصویر متحرک (امیلی مورتیمر، نامزد)
- جایزه انجمن منتقدین فیلم شیکاگو برای بهترین بازیگر نقش مکمل زن (امیلی مورتیمر، نامزد)
- جایزه ریل بلک برای بهترین عملکرد دستیابی به موفقیت (راون گودوین، نامزد)